# El beso de Judas
El beso de Judas és una pel·lícula espanyola de 1954 dirigida per Rafael Gil Álvarez i protagonitzada per Rafael Rivelles, Francisco Rabal i Gérard Tichy.

## Argument
Narra la història de Judes Iscariot (Rafael Rivelles) amb el seu famós petó delatant Jesús davant els romans a canvi d'unes quantes monedes.
Les revistes de l'època descrivien amb arravatament l'espectacularitat de la pel·lícula, poques vegades vista abans al cinema espanyol, ni tan sols a Alba de América, de Juan de Orduña, que al final s'havia rodat amb severes retallades pressupostàries. Vuitanta-dos decorats, exteriors rodats a Terra Santa (Rafael Gil es va traslladar allí amb un equip de rodatge en l'estiu de 1953 i després les imatges serien utilitzades en plans llargs o en transparències de la pel·lícula), un repartiment brillant i –sobretot– un interessant idea argumental caracteritzaven la pel·lícula: narrar la història de Jesús des del punt de vista de Judes.

## Repartiment
- Rafael Rivelles  - Judes
- Francisco Rabal  - Quint Licini
- Gérard Tichy  - Ponç Pilat
- Fernando Sancho - Pare del condemnat
- José Nieto - Jesús
- Manuel Monroy - Pedro
- Félix Dafauce - Misael
- Francisco Arenzana - Dimas
- Gabriel Alcover
- Pedro Anzola
- Luis Hurtado
- Mercedes Albert
- Jacinto San Emeterio - Home davant la creu
- Santiago Rivero - Home davant la creu
- Tony Hernández
- Ricardo Turia
- Manuel Kayser - Líder multitud
- José Villasante - Gestas
- Rafael Bardem - Home que prepara sopar
- Esther Rambal
- Ruth Moly
- Mercedes Serrano
- José Manuel Martín
- Eugenio Domingo - Hijo de Acad el leproso
- Germán Cobos
- Arturo Fernández - Santiago
- Milagros Leal -Dona que dona informació a Judes

## Premis
- Enrique Alarcón va rebre la Medalla del Cercle d'Escriptors Cinematogràfics de 1954 als millors decorats.[3]